# Piranyes!
Piranyes! (títol original: Piranha) és un telefilm estatunidenc d'humor negre emès per primera vegada en televisió el 1995. Va ser dirigit per Scott P. Levy i produït per Roger Corman per al canal Showtime. La pel·lícula és un remake de la pel·lícula del mateix títol de 1978, dirigida per Joe Dante, però no pertany a cap de les dues sèries de pel·lícules hagudes fins ara sobre piranyes. Ha estat doblada al català.

## Argument
El Doctor Baines ha dut a terme experiments genètics amb piranyes i les ha fet virtualment imparables. Per desgràcia, els seus auxiliars, Maggie i Pablo, han alliberat accidentalment els híbrids en el llac Lost River amenaçant amb destruir tot al seu pas. Podran impedir que aquestes piranyes s'escapin cap a l'oceà i es reprodueixin?.

## Repartiment
- William Katt: Paul Grogan
- Alexandra Paul: Maggie McNamara
- Monte Markham: J.R. Randolph
- Darleen Carr: Dr. Leticia Baines
- Mila Kunis: Susie Grogan
- Soleil Moon Frye: Laura
- Kehli O'Byrne: Gina Green
- James Karen: Governador
- Drancy Jackson: Jimmy
- Billie Worley: Whitney
- Shannon Farrara: Darlene
- Kaz Garas: Comissari
- Richard Israel: Dave
- Lorissa McComas: Barbara
- Leland Orser: Terry Wechsler